# Martín Silva
Martín Andrés Silva Leites vagy egyszerűen Martín Silva (Montevideo, 1983. március 25. –) uruguayi labdarúgó, aki jelenleg a Vasco da Gamában játszik kapusként.

## Pályafutása
Silva 2002-ben kezdte profi pályafutását a Defensor Sportingban, 2011 óta a paraguayi Olimpiában játszik.

## Válogatott
2009. augusztus 12-én, egy Algéria elleni barátságos meccsen mutatkozott be az uruguayi válogatottban. Behívót kapott a 2010-es világbajnokságra, de eddig egyetlen mérkőzésen sem kapott lehetőséget.

## Külső hivatkozások
- Pályafutása statisztikái[halott link]

## Fordítás
- Ez a szócikk részben vagy egészben  a   Martín Silva című angol Wikipédia-szócikk fordításán alapul.  Az eredeti cikk szerkesztőit annak laptörténete sorolja fel. Ez a jelzés csupán a megfogalmazás eredetét és a szerzői jogokat jelzi, nem szolgál a cikkben szereplő információk forrásmegjelöléseként.